# André de Segni
André de Segni ou André Conti (de son nom complet en italien : Andrea de Comitibus dei Conti di Segni), né vers 1240 à Anagni et mort le 1er février 1302 à Piglio dans le Latium, est un franciscain italien du XIIIe siècle. Théologien avisé, appartenant à la famille des Conti, il a préféré la vie érémitique. Reconnu bienheureux par l'Église catholique, il est fêté le 1er février.   

## Biographie
André Conti grandit dans un milieu de formation culturelle et religieuse fortement marqué par l'influence des Franciscains, due en partie au contact direct que ses proches eurent avec le Poverello. Après des études de théologie, André entra au couvent franciscain de Saint Laurent de Piglio (San Lorenzo di Piglio), mais attiré par la vie en solitaire, il demanda et obtint d'aller vivre en compagnie de Dieu dans une grotte non loin de là, sur les pentes du mont Scalambra (1 420 m), des monts Herniques, sous-Apennins du Latium, où il vécut une quarantaine d'années. La grotte est restée accessible et ouverte au public. 
Dans la solitude de son ermitage, il composa un traité sur la maternité de la Sainte Vierge (De partu Virginis), qui a été perdu. 
Au consistoire de 1295, son neveu, le pape Boniface VIII lui offrit le chapeau de cardinal (galero), mais André le refusa, préférant rester à vivre dans la pauvreté, la méditation et la prière. Un autre pape, Alexandre IV, était son oncle. 
Il a été béatifié le 11 décembre 1724 par le pape Innocent XIII. 
Une trentaine de miracles lui sont attribués, avec des actes d'exorcisme, et il existe toujours une procession (Corteo) à Piglio qui a lieu au mois d'août pour honorer le bienheureux et le remercier d'avoir contribué au salut et à la protection de la ville (surtout de la peste en 1656). Son corps repose dans l'église du couvent San Lorenzo à Piglio.